# Circolo Nazionale dell'Unione

## Storia
Il Circolo fu fondato nel 1861 a Napoli da Carlo Poerio. Seguendo la tradizione iniziata dal Re Vittorio Emanuele II il Circolo ha ospitato durante la sua esistenza i Sovrani a lui succeduti ed i Principi della Real Casa. Con essi molti Sovrani, Capi di Stato e Principi stranieri tra i quali l'Imperatore di Germania nel 1893, il Presidente della Repubblica Francese nel 1904, il Re Edoardo VII d'Inghilterra nel 1905, i Reali di Spagna nel 1923.

## Sede
Il 29 giugno del 1863 il Re d'Italia Vittorio Emanuele II accoglie la richiesta del sodalizio di concedere l'uso degli spazi adiacenti alla Reggia e al Teatro San Carlo, attraverso una nota del Ministro della Real Casa Conte Costantino Nigra.

## Attività
Principale ruolo del Circolo è quello di essere sede e contorno ai principali eventi pubblici della città: attraverso conferenze,  dibattiti, simposii, riunioni conviviali, mostre, esposizioni e qualsiasi altra iniziativa possa continuare a fare identificare il Circolo come luogo di incontro, confronto e  formazione critica.
Il Circolo è riconosciuto dall'Unione Circoli Italiani (i circoli riconosciuti sono 18).